# Die Gartenlaube
Die Gartenlaube – Illustriertes Familienblatt fue el primer periódico de gran difusión en alemán. Fundado en 1853, como periódico semanal, por Ernst Keil y el director Ferdinand Stolle en Leipzig, su público objetivo fue la familia de clase media, a la cual pretendía informar y entretener con una mezcla de noticias de actualidad, ensayos sobre las ciencias naturales, biografías, cuentos, poesía e ilustraciones a toda página.
Durante sus 91 años de circulación, cambió varias veces de dueños y, hacia finales del siglo XIX, estaba más enfocado al entretenimiento. Durante el periodo anterior a la Primera Guerra Mundial, tenía una línea nacionalista, siendo comprado en 1938 por la editora nazi Eher Verlag, que cambió el título a Die neue Gartenlaube (El Nuevo Gartenlaube). Dejó de publicarse en 1944.
En 1895, Johann Strauss II compuso un vals dedicado a los lectores del periódico, con el título en inglés de Gartenlaube Waltz, en 1895.

## Circulación
Tras su primera edición de 5000 copias, alcanzó una circulación de 60 000 al finalizar su cuarto año de publicación. Con la introducción de novelas en fascículos, alcanzó ventas de 160 000 copias en 1863 y de 382 000 en 1875.
Entre 1853 y 1880 destacados autores alemanes como Goethe y Schiller publicaron obras en el periódico, y, a partir de 1865, la novelista Eugenia Marlitt publicó muchas de sus novelas en el periódico, teniendo un gran éxito el año siguiente con la publicación de Goldelse. 